# Kartusianklostret i Parma

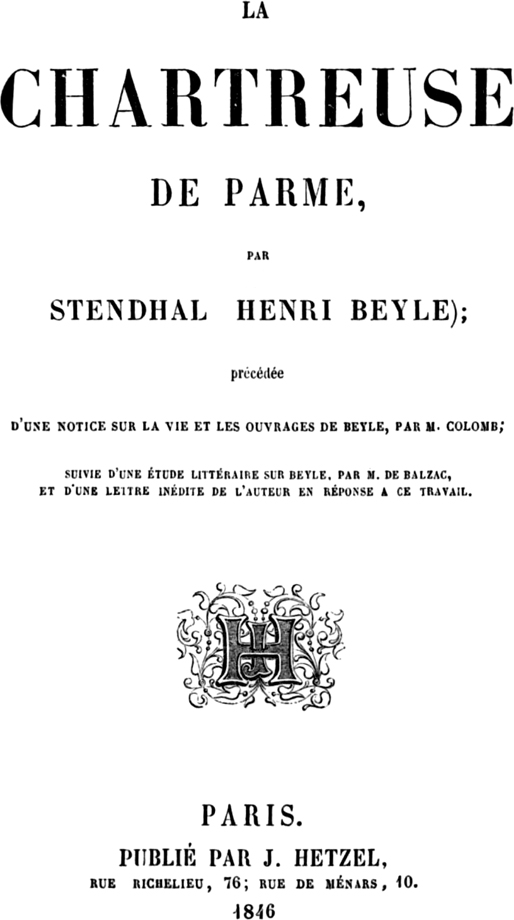
Titelsidan till Kartusianklostret i Parma i en fransk upplaga från 1846.

Kartusianklostret i Parma eller Kartusianerklostret i Parma (1902 års översättning)  är en roman av Stendhal från  1839.
Berättelsen utspelar sig framförallt i Parma och på ett slott vid Comosjön, men även på andra platser i Europa. Bland annat innehåller boken en berömd sekvens som beskriver slaget vid Waterloo.
Romanen är ett tidigt exempel på realism och står som sådan i kontrast till den romantiken som var den mest populära skrivformen 1839 i Europa. Den räknas tillsammans med Rött och svart som Stendhals främsta verk. Enligt Horace Engdahl har romanen en erkänt tråkig inledning, men sedan följer en rafflande handling och boken blir "världslitteraturens bästa roman".
Romanen har två gånger översatts till svenska, 1902 av Tom Wilson (1849-1923) med förord av Oscar Levertin och 1960 av Gun och Nils A. Bengtsson.